# Sint-Lazaruskapel

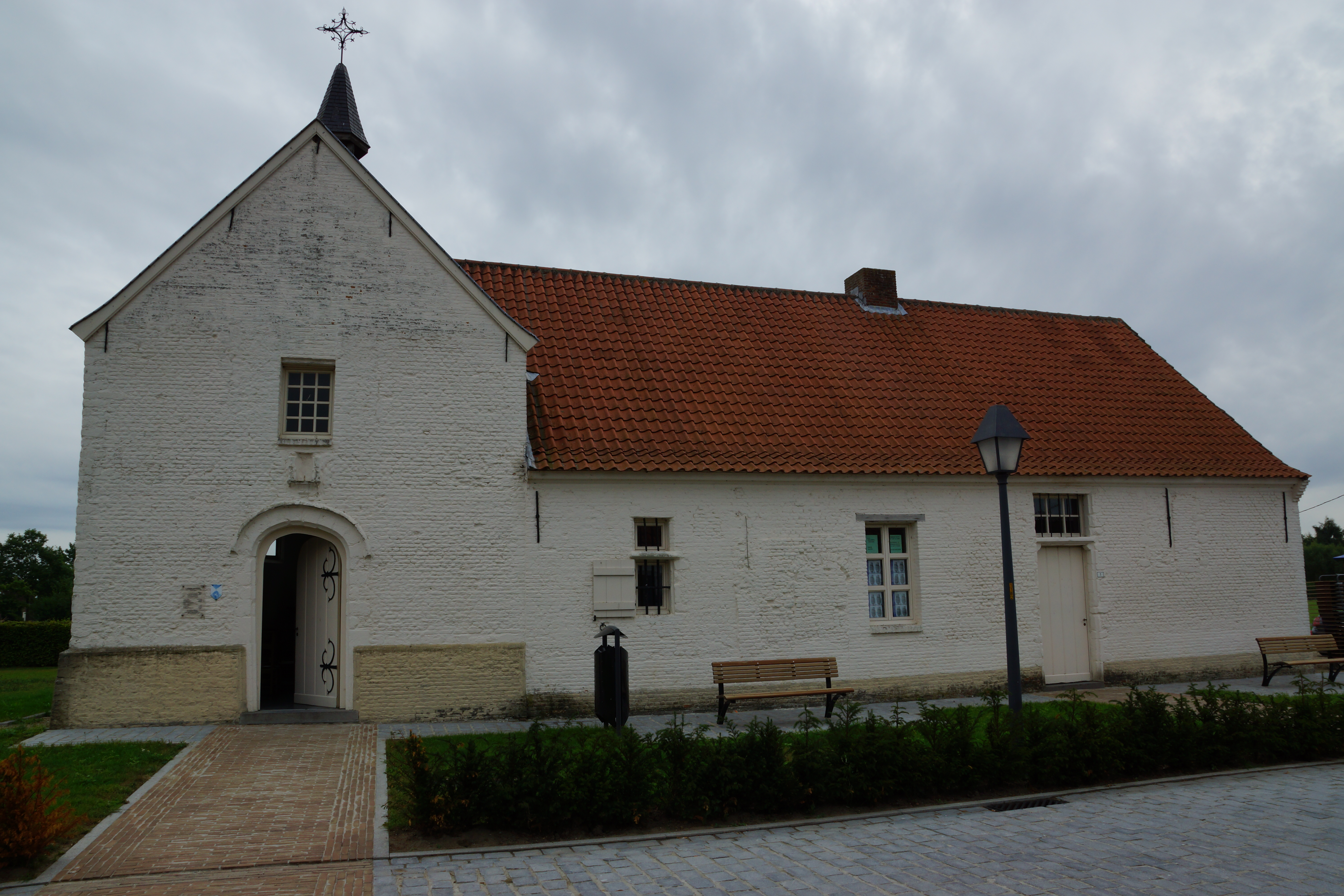
Sint-Lazaruskapel

De Sint-Lazaruskapel is een kapel in de Antwerpse plaats Rumst, gelegen aan de Lazarusstraat.

## Geschiedenis
Omstreeks 1460 werd hier een leprozerie gesticht door Pieter Van der Cruyse, een officier in het leger van Karel de Stoute die door melaatsheid getroffen was. De melaatsen van Brabant moesten lid worden van een aan de leprozerie verbonden broederschap. De kapel werd verwoest door de Staatse troepen die van 1579-1588 in Rumst gelegerd waren. Omstreeks 1590 werd de kapel herbouwd. In de 2e helft van de 17e eeuw verdween de ziekte en daarmee werd ook de leprozerie overbodig. De kapel en de lazaretten kwamen in bezit van de Heilige Geesttafel en later het OCMW.
Het geheel is geklasseerd als beschermd dorpsgezicht.

## Kapel
De eenbeukige kapel van 1590 heeft een driezijdige koorsluiting van 1460. Op het zadeldak bevindt zich een dakruiter. Via een korfboogdeur betreedt men de kapel. De kapel werd gebouwd in baksteen met gebruik van zandsteen.
De kapel bezit een schilderij dat een kloosterzuster verbeeldt, door Gaspar de Crayer (17e eeuw). Verder zijn er enkele gepolychromeerde houten beelden uit de 16e en 17e eeuw. Het leprozxenbeeldje van 1925 is een kopie van een ouder beeldje.

## Lazaretten
De huisnummers 2 t/m 8 zijn een viertal voormalige lazaretten. Twee ervan zijn nu een galerie.

## Boerderij
Aangebouwd aan de kapel, en behorend tot de leprozerie, is een boerderij die uit de 18e eeuw stamt.